# Lise Lamétrie
Pour les articles homonymes, voir Lamétrie.
Lise Lamétrie, née le 20 février 1955 à Luneray (Seine-Maritime), est une actrice française connue pour son rôle de Monique, dans la série Parents mode d'emploi.

## Biographie
Lise Lamétrie est gardienne dans l'immeuble où vit Maurice Pialat quand, alors qu'elle a 34 ans, le réalisateur lui propose de jouer dans son prochain film Van Gogh. Elle croit que c'est une blague, mais accepte et part pour trois semaines de tournage. Par la suite, d'autres cinéastes lui proposent des petits rôles dans leurs films.
Elle apparaît ensuite dans de nombreux films où elle incarne souvent des bureaucrates rébarbatives : fonctionnaire du ministère des finances dans l’Auberge espagnole, inspectrice du ministère de la jeunesse dans Nos jours heureux, etc.

## Filmographie

### Cinéma
- 1991 : Van Gogh de Maurice Pialat : Madame Ravoux
- 1995 : En avoir (ou pas) de Laetitia Masson : Annette
- 1997 : Quadrille de Valérie Lemercier : la femme de chambre
- 1998 : Le Poulpe de Guillaume Nicloux : la secrétaire de mairie
- 1999 : Le Plus Beau Pays du monde de Marcel Bluwal : la concierge
- 1999 : Peut-être de Cédric Klapisch : Mafalda
- 1999 : Une pour toutes de Claude Lelouch : Minouche, la femme de ménage
- 2001 : Claquage après étirements (court métrage) d'Olivier Peyon : Élisabeth
- 2002 : Filles perdues, cheveux gras de Claude Duty : une collègue d’Elodie
- 2002 : L'Auberge espagnole de Cédric Klapisch : la femme au ministère
- 2002 : C'est le bouquet ! de Jeanne Labrune : la femme de ménage
- 2003 : Elle est des nôtres de Siegrid Alnoy : la caissière de la piscine
- 2003 : Bienvenue au gîte de Claude Duty : Angèle
- 2003 : Mauvais esprit de Patrick Alessandrin : Geneviève
- 2004 : À ce soir de Laure Duthilleul : Marie-France
- 2004 : Les Parisiens, (1er volet de la trilogie Le Genre humain) de Claude Lelouch : la collègue de Clémentine
- 2005 : La Vie de Michel Muller est plus belle que la vôtre de Michel Muller : la gardienne de l'école
- 2005 : Je préfère qu'on reste amis... d'Olivier Nakache et Éric Toledano : l'institutrice
- 2005 : Le Courage d'aimer de Claude Lelouch : Lise
- 2005 : Backstage d'Emmanuelle Bercot : la femme de chambre
- 2005 : La Boîte noire de Richard Berry : la gardienne
- 2005 : Jean-Philippe de Laurent Tuel : la passante
- 2006 : Nos jours heureux d'Olivier Nakache et Éric Toledano : Monique Vannier, de Jeunesse et Sport
- 2006 : J'invente rien de Michel Leclerc : la conseillère A.N.P.E.
- 2009 : LOL de Lisa Azuelos : la C.P.E
- 2009 : Tellement proches d'Olivier Nakache et Éric Toledano : la responsable de la crèche
- 2010 : Ces amours-là de Claude Lelouch : Mme Dubois, la concierge
- 2010 : Copacabana de Marc Fitoussi : Geneviève
- 2010 : Les Émotifs anonymes de Jean-Pierre Améris : Suzanne
- 2011 : L'Élève Ducobu de Philippe de Chauveron : Mademoiselle Moute
- 2012 : Augustine d'Alice Winocour : infirmière principale
- 2013 : Max de Stéphanie Murat : l'assistante sociale
- 2013 : Chez nous c'est trois ! de Claude Duty : Huguette
- 2015 : Boomerang de François Favrat : Bernadette
- 2015 : Fou d'amour de Philippe Ramos : Lisette
- 2015 : Arnaud fait son deuxième film d'Arnaud Viard : Dame église
- 2015 : Le Grand Partage d'Alexandra Leclère : L'employée de mairie
- 2016 : Five d'Igor Gotesman : Chantale
- 2016 : Joséphine s'arrondit de Marilou Berry : La responsable crèche
- 2017 : Garde alternée d'Alexandra Leclère : l'institutrice
- 2018 : Je vais mieux de Jean-Pierre Améris : la mère de Laurent
- 2018 : Les Grands Squelettes de Philippe Ramos
- 2021 : Le Trésor du Petit Nicolas de Julien Rappeneau : Mémé
- 2021 : Mes très chers enfants d'Alexandra Leclère : Mme Clutaine
- 2021 : La Place d'une autre d'Aurélia Georges : Honorine
- 2024 : Les Boules de Noël d'Alexandra Leclère : Thérèse

### Télévision
- 2005 : Le Grand Charles de Bernard Stora : Philomène Zieger, servante du Général
- 2010 : Ni reprise, ni échangée de Josée Dayan : Josiane
- 2014 - 2018 : Parents mode d'emploi (série télévisée) : Monique, la mère de Gaby
- 2014 : Engrenages (série télévisée) : Mère de la victime (saison 5, épisode 1)
- 2015 : Dix pour cent de Cédric Klapisch
- 2021 : Basse Saison de Laurent Herbiet : Mme Zambeaux

### Clip
- 2011 : La Tristitude d'Oldelaf : figurante